# Marie Perbost
Marie Perbost est une soprano française née à Paris le 29 septembre 1989.

## Biographie
Issue d'une famille de musiciens (d'un père professeur d’instruments à vent et d'une mère chanteuse), Marie Perbost étudie le violoncelle de 4 ans à 9 ans, puis elle intègre la Maîtrise de Radio France où elle se forme notamment auprès des Chefs Kurt Masur et Chung Myung-whun. En classe de CM1, elle quitte Sarcelles pour être scolarisée en horaires aménagés à Paris.
Elle est reçue au Conservatoire national supérieur de musique et de danse de Paris où elle étudie le lied auprès d’Alain Buet et de Cécile de Boever, et la mélodie auprès d’Anne le Bozec.
En 2001, elle fonde, avec 3 chanteurs de l’ensemble Palais Royal, l'Ensemble 101 jouant les créations du compositeur Mike Solomon.
Elle fait ses débuts de soprano sur scène en 2013 en interprétant le rôle de Blanche de la Force dans les Dialogues des carmélites de Francis Poulenc au Conservatoire Paul Dukas à Paris.
Avec la pianiste Joséphine Ambroselli, elles obtiennent le Prix spécial des Amis du Lied au Concours international du lied d’Enschede (Pays-Bas) en 2013. En 2014, elles sont lauréates du Concours international Les Saisons de la voix de Gordes puis Grand prix du Concours international Nadia et Lili Boulanger en 2015.
Elle obtient le Prix du Centre français de promotion lyrique, au Concours de l’Opéra Grand Avignon puis est nommée Révélation lyrique de l’ADAMI en 2016. 
En 2017, elle intègre l'Académie de l’Opéra de Paris alors qu’elle interprète Elisetta dans Le Mariage secret de Domenico Cimarosa à la Philharmonie de Paris.
Elle bénéficie de bourses de la Fondation l’Or du Rhin (Fondation de France), de la Fondation Meyer et de la Fondation Kriegelstein.[réf. nécessaire]

## Prix
- 2016 : Révélation artiste lyrique de l'ADAMI[réf. nécessaire]
- 2020 : Révélation artiste lyrique aux Victoires de la musique classique[réf. nécessaire]

## Rôles
- Blanche de la Force dans Dialogues des carmélites
- Despina dans Così fan tutte,
- Elisetta dans Il matrimonio segreto
- La jeune femme dans Reigen
- Pamina dans Die Zauberflöte
- Marzelline dans Fidelio
- Tullia dans Il mondo alla roversa
- Lucine dans Le Testament de la tante Caroline
- Marguerite d'Artois dans Richard Cœur-de-Lion (opéra-comique)

## Discographie
- Une jeunesse à Paris, label Harmonia Mundi (chansons et opérettes des années folles).